# Doorslaar
Doorslaar is een dorp gelegen in de Belgische stad Lokeren, in de deelgemeente Eksaarde. Doorslaar werd in 1857 een zelfstandige parochie.

## Ligging
Doorslaar ligt in het westen van de deelgemeente Eksaarde, en in het noordwesten van de stad Lokeren, aan de Doorslaarstraat, Doorslaardorp en Doorndonkeindeken.

## Van der Ginst
Priester Carolus Josephus Van der Ginst (1801-1864) werd er de eerste proost en vervolgens pastoor van de nieuw gestichte Nicolaas van Tolentijn-parochie. Ook de Onze-Lieve-Vrouwekerk kwam er onder het impuls van priester Van der Ginst, die sinds 1838 onderpastoor was in Eksaarde. De eerste steen van de kerk werd gelegd in oktober 1842 op grond van de brouwersfamilie Tolliers.
Een nieuwe kerk werd er gebouwd vanaf 1857, uitbreidingen kwamen er in 1868 onder leiding van architect Edmond de Perre-Montigny. De parochiale school kwam er in 1879, het klooster (van de Zusters Visitatie) in 1883. Voorheen waren de bewoners van deze afgelegen Eksaardse wijk aangewezen op Zeveneken.
In 1986 verlieten de laatste zusters het klooster. In 2009 werd het gesloopt om vervangen te worden door een turnzaal.
Heden beschikt het dorp nog altijd over een eigen verenigingsleven en de Basisschool Sint-Lodewijkscollege.

## Bezienswaardigheden
- Onze-Lieve-Vrouwekerk (1841-1842) met een orgel uit 1845 van François-Bernard Loret.
- Landhuis 't Kasteeltje (19e eeuw)

## Verenigingen
- Voetbalclub SK Lokeren Doorslaar
- Jeugdbeweging KLJ Doorslaar

## Nabijgelegen kernen
Lokeren, Daknam, Eksaarde, Zeveneken